# Uno, dos, ultraviolento
«Uno, dos, ultraviolento» es un sencillo de la banda argentina de punk rock Los Violadores. Está incluido en el álbum Y ahora qué pasa, eh? del año 1985. La canción se encuentra en el puesto #41 de Las 100 canciones más destacadas del rock argentino según Rolling Stone y MTV

## Historia
La canción está inspirada en el libro de Anthony Burgess La Naranja Mecánica de 1962. Es su primer gran éxito y el primer éxito del punk en Latinoamérica. La canción cuenta con palabras Nadsat extraídas de dicha obra.
Además la letra menciona el título del álbum:

Y ahora qué pasa, eh?
Y ahora qué pasa, eh?
Y ahora qué pasa, pasa:
Uno, dos ultraviolento.

## Créditos
- Pil Trafa - voz principal y coros
- Stuka - guitarra eléctrica y coros
- Robert Wojtehk "Polaco" Zelazek - bajo
- Sergio Gramática - batería y coros

## Música
La canción comienza con un riff sobre la base de la novena sinfonía de Beethoven; ya que  la letra está inspirada en el film en donde el personaje principal, Alex DeLarge, es un violador, ultraviolento y admirador del compositor alemán.

## Covers/Tributos
Siendo el primer éxito y la canción más famosa del punk argentino y latinoamericano, cuenta con varias versiones y tributos, entre los que se encuentran bandas como: 
- Los Calzones Rotos
- Mastifal
- Die Toten Hosen
- Los Miserables
- Oi! The Arrase
- El Otro Yo

## Lista de canciones
| Vinilo de 12" |                         |          |  |
| N.º           | Título                  | Duración |  |
| 1.            | «Uno Dos Ultraviolento» | 5:30     |  |
| 2.            | «Por 1980 Y Tantos»     | 3:23     |  |
| 3.            | «El Corregidor»         | 4:35     |  |
| 4.            | «Auschwitz»             | 2:31     |  |
| 5.            | «Chicas De La Calle»    | 2:50     |  |